# Ulica Stawowa we Wrocławiu
Ulica Stawowa – ulica położona we Wrocławiu, łącząca ulicę Tadeusza Kościuszki z ulicą Borowską, na osiedlu Przedmieście Świdnickie w dawnej dzielnicy Stare Miasto. Ulica należy do kategorii dróg gminnych i ma 401 m długości, a ponadto do tej ulicy przypisane są sięgacze o statusie dróg wewnętrznych. Odcinek ulicy rozpoczynający się przy ulicy Tadeusza Kościuszki, a kończący przy ulicy Józefa Piłsudskiego przebiega przez obszar zabudowy śródmiejskiej o pierzejowej zabudowie znajdującej się po obu stronach ulicy. Dla pozostałego odcinka zabudowa nie jest już tak intensywna, a przy końcowym fragmencie ulicy znajduje się skwer Czesława Niemena. Koniec ulicy znajduje się przy zachodnim krańcu zespołu stacji kolejowej Wrocław Główny, przechodząc pod wiaduktem kolejowym, na którym przebiegają linie kolejowe biegnące od wymienionej stacji, przy której znajduje się Dworzec Główny. Przy ulicy położonych jest kilka zachowanych z okresu przedwojennego budynków oraz obiektów kolejowych, które zostały ujęte w gminnej ewidencji zabytków, w tym zespół dworca wpisany do rejestru zabytków, a sama ulica na całej swojej długości przebiega przez obszar Przedmieścia Południowego, którego układ urbanistyczny podlega ochronie i również wpisany jest do gminnej ewidencji zabytków.

## Historia
Teren przez który przebiega ulica Stawowa stanowił obszar na przedpolu fortyfikacyjnym Starego Miasta rozpościerający się przed Bramą Świdnicką. W XVI wieku nazywany był Wygonem Świdnickim (Schweidnitzer Vorstadt), a obejmował zakres od podwala do współczesnej estakady kolejowej oraz od Stawowej i Dworcowej. Na początku XIX wieku wzdłuż obecnej ulicy Józefa Piłsudskiego położone były wiejskie domy ogrodników. Teren ten został włączony do miasta w 1808 r..
W 1823 r. istniał już pierwszy, północny odcinek ulicy Stawowej, zaczynający się przy ulicy Tadeusza Kościuszki, a kończący przy ulicy Józefa Piłsudskiego. Wówczas to (w 1923 r.) nadano temu odcinkowi nazwę nawiązującą do położonych nieco dalej na południu Pól Stawowych (1924 r.). Jeszcze w 1850 r. przy ulicy znajdowały się tylko trzy domy. Na południe od krańca ulicy do lat 40. XIX wieku wzdłuż współczesnych ulic: Wojciecha Bogusławskiego i Kolejowej do ulicy Tęczowej biegła polna droga, która równocześnie stanowiła granicę miasta. W miejscu tej drogi urządzono ulicę po 1845 r., kiedy to powstał jej projekt. W 1946 r. zbudowano wzdłuż tej ulicy linię kolejową biegnącą od dworca w kierunku zachodnim, jednak początkowo z torami w poziomie ulic, co stanowiło istotne utrudnienie dla zwiększającego się ruchu pojazdów, tramwajów i pieszych. Takie usytuowanie ulic zdegradowało także wspomnianą ulicę Nasypową. W planie regulacyjnym przedmieść z 1856 r. przewidziano w związku z tym budowę nowej ulicy do zastąpienia ulicy Nasypowej. Została ona wytyczona w latach 1864-1887 w 4 odcinkach, a dziś nosi nazwę ulicy Swobodnej i Suchej. W latach 1855–1857 według projektu Wilhelma Grapowa zbudowano nowy dworzec Wrocław Główny.
Intensywny rozwój tej okolicy, wynikający także z postępującego ówcześnie dynamicznego rozwoju całego miasta, związany był niewątpliwie z budową wyżej wspomnianego dworca kolejowego Wrocław Główny. Spowodował on powstanie zabudowy miejskiej, w tym samej ulicy Stawowej, przy której zabudowano wszystkie parcele, a samą ulicę przedłużono do torów kolejowych i ulicy Nasypowej . W tym rejonie do 1868 r. stała jedna z rogatek miejskich, tak zwana rogatka Borowska, z punktem opłat podatkowych i celnych uiszczanych przy wjeździe do miasta. Jej nazwa wynikała z położenia przy drodze do wsi Borów. W XIX i XX wieku powstały koncepcje przedłużenia ulicy Stawowej w kierunku północnym do ulicy Podwale, lecz nie zostały one zrealizowane. W 1875 r. powstała ulica Tadeusza Rejtana na terenie należącym poprzednio do wrocławskich przedsiębiorstw braci Bauerów.
W 1901 r. ulica istniała już na całej długości, z torami tramwajowymi od ulicy Józefa Piłsudskiego (Garten Strasse). Istniała także po obu stronach torów późniejsza ulica Nasypowa (ówcześnie Friedrich Strasse). Po stronie zachodniej ulicy, na odcinku od ulicy Tadeusza Kościuszki (Tauentzien Strasse) do ulicy Józefa Piłsudskiego, znajdowały się numery (nieparzyste i parzyste) od 1 do 9, a od ulicy Józefa Piłsudskiego do ulicy Wojciecha Bogusławskiego z numerami od 11 do 15a. Po stronie wschodniej zaś numeracja posesji biegła z południa na północ wyglądała następująco: od torów kolejowych do ulicy Józefa Piłsudskiego numery od 16 do 21, od Józefa Piłsudskiego do ulicy Tadeusza Rejtana (Ernst Strasse) numery od 22 do 24 i od ulicy Tadeusza Rejtana do ulicy Tadeusza Kościuszki numery od 25 do 31.
W latach 1899–1904 przebudowano dworzec główny zgodnie z projektem Bernarda Klüschego, a jedną z najistotniejszych zmian, było wyniesienie linii kolejowej ponad poziom ulic i umieszczenie torowisk na nasypach i estakadzie. Pozwoliło to na zapewnienie bezkolizyjnej komunikacji kolejowej i ulicznej. Po dokonaniu wyniesienia linii kolejowej na nasypy i estakadę, wymieniona wyżej ulica Nasypowa uległa znacznym przekształceniom. Po jej północnej stronie ukształtowano ulicę Wojciecha Bogusławskiego, a po południowej stronie ulica uległa skróceniu i kończy się przy ulicy Komandorskiej, a odcinek od ulicy Komandorskiej do ulicy Stawowej współcześnie nie istnieje.
Przed 1926 r. uporządkowano numerację adresową przy ulicy, która częściowo zachowała się do dziś, w ten sposób, że po stronie zachodniej były numery nieparzyste, a postronnie wschodniej numery parzyste, przy czym po obu stronach ulicy numeracja zaczynała się przy ulicy Tadeusza Kościuszki i biegła rosnąco w kierunku południowym. Obejmowała ona następujące numery: strona zachodnia, numery nieparzyste – od ulicy Tadeusza Kościuszki do ulicy Józefa Piłsudskiego numery od 1 do 17, a od ulicy Józefa Piłsudskiego do ulicy Wojciecha Bogusławskiego numery od 19 do 31, oraz strona wschodnia, numery parzyste – od ulicy Tadeusza Kościuszki do ulicy Tadeusza Rejtana numery od 2 do 14, od ulicy Tadeusza Rejtana do ulicy Józefa Piłsudskiego numery od 16 do 20, od ulicy Józefa Piłsudskiego do końca od numeru 22 do 30. Wówczas nie istniał już po południowej stronie ulicy odcinek ulicy Nasypowej od ulicy Komandorskiej do ulicy Stawowej.
W wyniku działań wojennych prowadzonych podczas oblężenia Wrocławia w 1945 r. pod koniec II wojny światowej część zabudowy uległa zniszczeniu. W latach 50. XX wieku w miejscu zniszczonych obiektów odbudowano budynki położone na narożnikach ulicy Stawowej i ulicy Tadeusza Kościuszki oraz ulicy Stawowej i ulicy Józefa Piłsudskiego, a na działkach pod numerami od 4 do 10 urządzono plac zabaw dla dzieci. Ponadto z ówczesnego okresu pochodzi zabudowa położona po stronie zachodniej ulicy, na południe od ulicy Józefa Piłsudskiego, w postaci pawilonów usługowych, powstała w tamtym czasie jako prywatna. Jednym z nielicznych budynków ocalałych przy ulicy Tadeusza Kościuszki był budynek pod numerem 49, 49a przy narożniku z ulicą Stawową i we wnętrzu kwartału. Po II wojnie światowej z Legnicy przeniesiono tu drukarnię dziennika Pionier, późniejszego Słowa Polskiego, współcześnie budynki mieszkalne.
Od marca 2012 r. do lipca 2012 r. przeprowadzono remont obejmujący elewację wraz z odtworzeniem detali architektonicznych budynku przy ulicy Piłsudskiego 95, tworzącego także wschodnią pierzeję ulicy Stawowej. Jest to budynek mieszkalny o pięciu kondygnacjach nadziemnych, z lokalem handlowo-usługowym o powierzchni 250 m² położonym na parterze budynku, w którym mieści się znany sklep "Stefan", funkcjonujący od 1960 roku, pierwotnie jako część sieci Oteksu.
Przy ulicy Stawowej 4, 6, 8, od maja 2014 r. do października 2015 r., przeprowadzono inwestycję o nazwie Apartamenty Stawowa polegającą na budowie budynku biurowego z funkcją handlowo-usługową i mieszkalną. Inwestorem była firma i2 Development, projekt obiektu powstał w Autorskiej Pracowni Architektury Kuryłowicz & Associates. Powstał tu budynek o sześciu kondygnacjach nadziemnych, z dwoma lokalami handlowo-usługowymi o łącznej powierzchni około 300 m², 700 m² powierzchni w 22 lokalach biurowych i 33 lokale mieszkalne o powierzchniach od 19 do 64 m².
W latach 2016–2018 przeprowadzono remont generalny wraz z modernizacją kamienicy we wnętrzu kwartału (za obecnym budynkiem ul. Stawowa 4, 6, 8), z adresem przypisanym do ulicy Tadeusza Kościuszki. Inwestycja nosiła nazwę Apartamenty Centrum Stawowa. Budynek ma 5 kondygnacji nadziemnych, 56 lokali mieszkalnych o powierzchniach od 21,9 do 31,43 m².

## Nazwy
W swojej historii ulica nosiła następujące nazwy:
- Teichstrasse, od 1823 r. do 1945 r.[4][16][19][28]
- Stawowa, od 1945 r.[28][29][30].

Niemiecka nazwa ulicy – Teichstrasse – nosiła również miano odnoszące się do stawu, gdyż słowo Teich w języku niemieckim oznacza w tłumaczeniu na język polski – staw. Źródłem tej nazwy były stawy istniejące od średniowiecza za południowym krańcem ulicy, tzw. Pola Stawowe. Współczesna nazwa ulicy została nadana przez Zarząd Wrocławia i ogłoszona w okólniku nr 97 z 31.11.1945 r..

## Układ drogowy
Ulica łączy się z następującymi drogami publicznymi, kołowymi oraz innymi drogami:
| powiązanie | droga                                                                            | foto                   | opis                                 |
| --- | -------------------------------------------------------------------------------- | ---------------------- | ------------------------------------ |
| skrzyżowanie (sygnalizacja świetlna)                                                                                | ulica Tadeusza Kościuszki śródmiejska, zbiorcza                                  |                        |                                      |
| skrzyżowanie | ulica Tadeusza Rejtana dojazdowa                                                 |                        |                                      |
| skrzyżowanie (sygnalizacja świetlna)                                                                                | ul. Józefa Piłsudskiego śródmiejska, zbiorcza torowisko tramwajowe               |                        | w prawo oraz lewy, dolny róg zdjęcia |
| naziemne przejście dla pieszych (sygnalizacja świetlna)                                                             | skwer Czesława Niemena                                                           |                        |                                      |
| skrzyżowanie (wyłącznie tramwaje i autobusy miejskie) kontynuacja (kierunek od ulicy Borowskiej do ulicy Peronowej) | ulica Peronowa dojazdowa łącznik dla komunikacji miejskiej, torowisko tramwajowe |                        | w lewo                               |
| skrzyżowanie | ul. Wojciecha Bogusławskiego dojazdowa                                           | w prawo                |                                      |
| kontynuacja | ul. Borowska śródmiejska torowisko tramwajowe                                    | na wprost za wiaduktem |                                      |

Przewiduje się także powiązania (przez przejścia i przejazdy bramowe) oraz urządzenie ciągów pieszych lub pieszo-rowerowych w kwartale zabudowy położonym po stronie zachodniej ulicy, z ulicą Tadeusza Kościuszki i Józefa Piłsudskiego. Postuluje się także utworzenie połączenia pieszego przez skwer Czesława Niemena z przyszłym, przewidywanym do utworzenia pasażem przy Zaułku Wolskim.

## Droga
Ulica Stawowa określana jest jako śródmiejska. Obejmuje drogę gminną i drogi wewnętrzne. Przebiega ona przez osiedle Przedmieście Świdnickie w dawnej dzielnicy Stare Miasto we Wrocławiu. Łączy ulicę Tadeusza Kościuszki z ulicą Borowską. Droga gminna ma długość 401 m i jest drogą jednojezdniową (numer drogi: 106471D, numer ewidencyjny drogi: G1064710264011) i obowiązuje na niej ruch jednokierunkowy, z wyjątkiem krótkiego odcinka od wiaduktu do ulicy Peronowej. Jest ulicą dojazdową, choć przewiduje się klasę lokalną. Natomiast drogi wewnętrzne obejmują sięgacze od długościach odpowiednio: 85 m, 171 m, 23 m i 65 m (łącznie drogi wewnętrzne: 344 m). Ulica kończy się pod wiaduktem kolejowym, gdzie obowiązuje ograniczenie wysokości pojazdów do 3,5 m. Na odcinku od ulicy Józefa Piłsudskiego do ulicy Borowskiej ulica w  liniach rozgraniczających ma szerokość 22-25 m, a na początkowym odcinku w liniach rozgraniczających wynikających z linii zabudowy (około 16,5 m). Wskazuje się na możliwość jej modernizacji, poprzez między innymi poszerzenie jezdni. Znajdują się tu obustronne chodniki, z wyjątkiem końcowego odcinka do ulicy Borowskiej, gdzie chodnik jest jednostronny. 
| droga                                                     | status, kategoria  | długość [m] | długość [m] | działka                                   | pole powierzchni [m2] | foto |
| --------------------------------------------------------- | ------------------ | ----------- | ----------- | ----------------------------------------- | --------------------- | ---- |
| od ulicy Tadeusza Kościuszki do ulicy Józefa Piłsudskiego | publiczna, gminna  | 401         | 401         | nr 83, AM-35, obręb Stare Miasto          | 3 320 (3 306}         |      |
| od ulicy Józefa Piłsudskiego do ulicy Borowskiej          | publiczna, gminna  | 401         | 401         | nr 75/3 i 76/3, AM-35, obręb Stare Miasto | 2 993 (2 989)         |      |
| sięgacz przy numerach 1-3                                 | wewnętrzna, gminna | 85          | 279         | nr 28, AM-35, obręb Stare Miasto          | 1 410 (1 413)         |      |
| sięgacz przy numerach 1-3                                 | wewnętrzna, gminna | 171         | 279         | nr 28, AM-35, obręb Stare Miasto          | 1 410 (1 413)         |      |
| sięgacz przy numerach 1-3                                 | wewnętrzna, gminna | 23          | 279         | nr 28, AM-35, obręb Stare Miasto          | 1 410 (1 413)         |      |
| sięgacz przy numerze 24                                   | wewnętrzna, gminna | 65          | 65          | nr 79/5, AM-35, obręb Stare Miasto        | 296                   |      |
| razem                                                     | publiczna, gminna  | 401         | 401         |                                           | 6 313 (6 295)         |      |
| razem                                                     | wewnętrzna, gminna | 344         | 344         |                                           | 1 706 (1 709)         |      |
| razem                                                     | suma               | 745         | 745         |                                           | 8 019 (8 004)         |      |

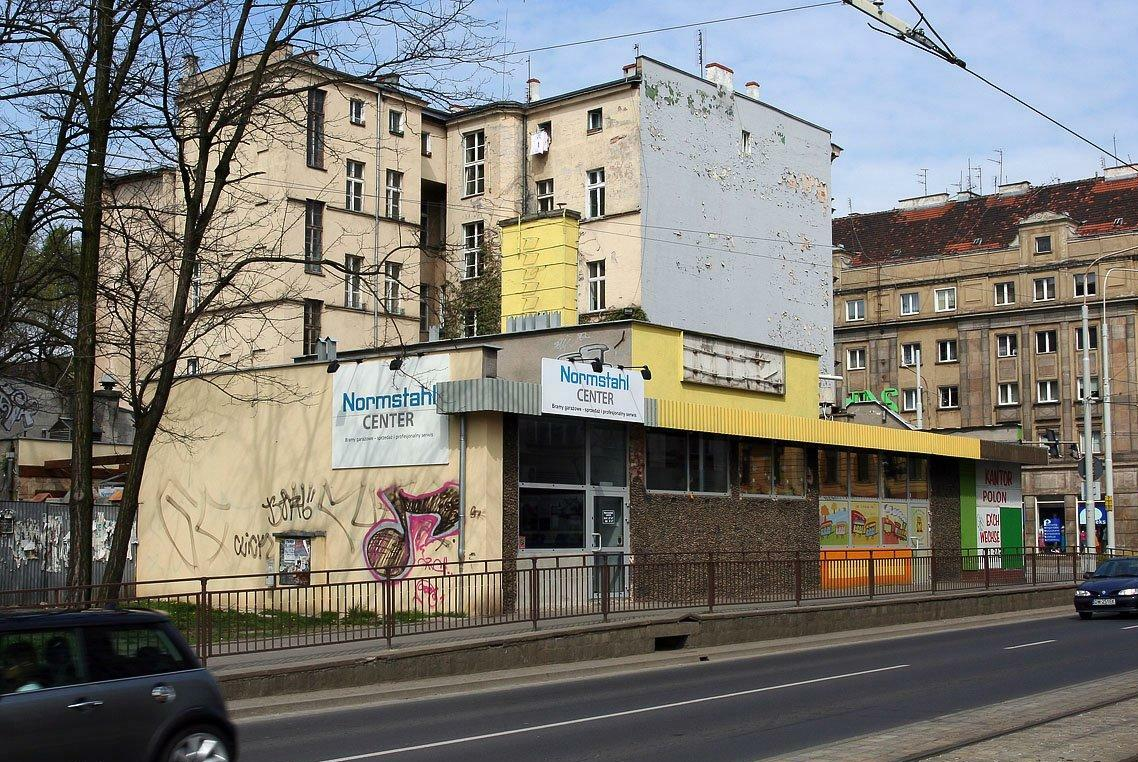
Odcinek południowy, w tle nr 23

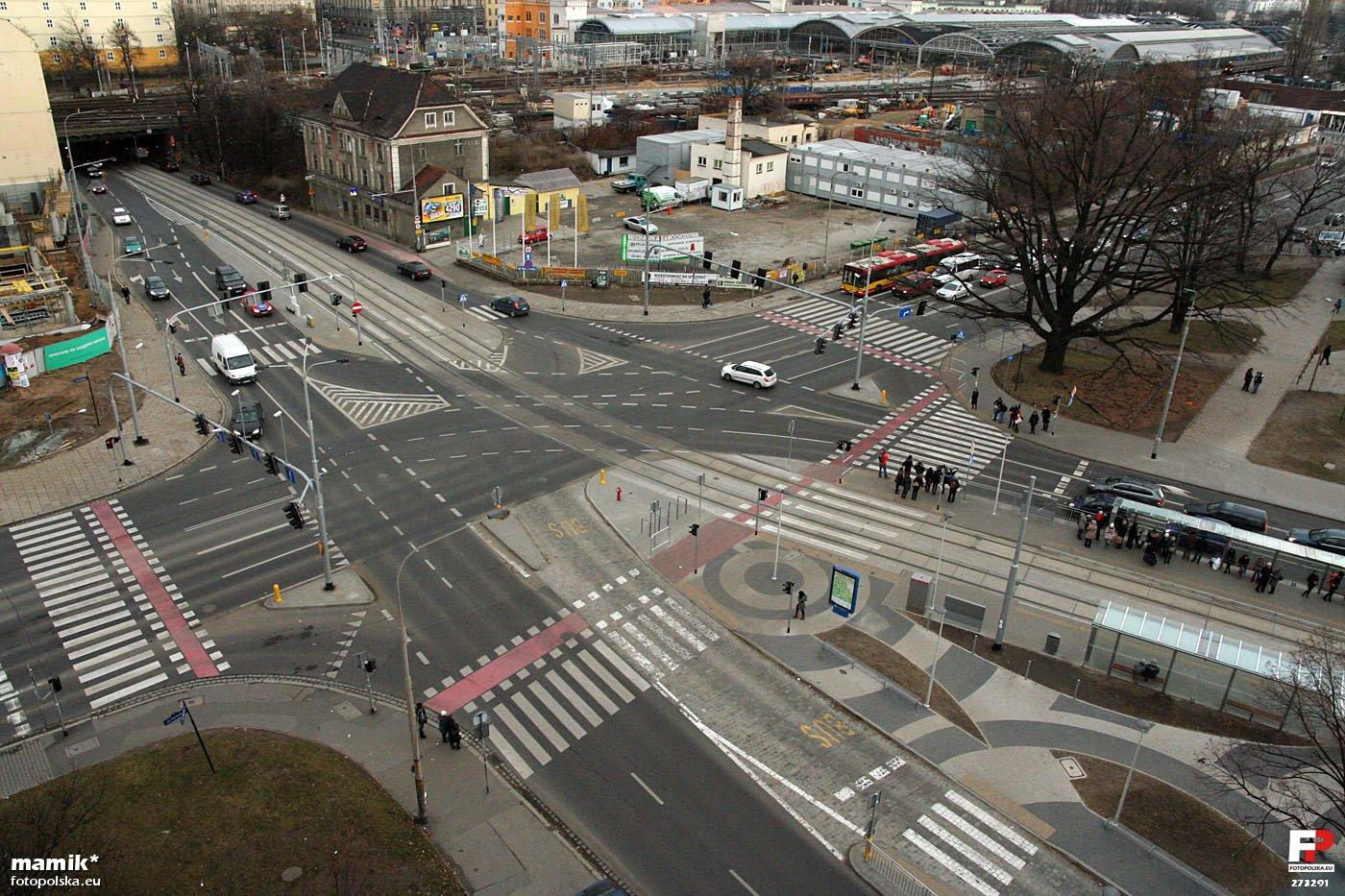
Ul. Borowska, Sucha, Swobodna, Ślężna, lewy górny róg zdjęcia: wiadukt i koniec ul. Stawoweju-fbsss

Na odcinku tej ulicy od ulicy Józefa Piłsudskiego do ulicy Borowskiej zbudowane jest wydzielone torowisko tramwajowe, z dwoma torami w dwóch kierunkach jazdy dla obsługi linii tramwajowych, w ramach których tramwaje kontynuują jazdę ulicą Józefa Piłsudskiego w kierunku zachodnim . Odcinek ten należy do głównych korytarzy tramwajowych. Przy skrzyżowaniu z ulicą Józefa Piłsudskiego znajduje się przystanek tramwajowy (wyłącznie w kierunku ulicy Józefa Piłsudskiego) a przy skwerze Czesława Niemena przystanek autobusowy (wyłączenie w kierunku ulicy Borowskiej). Na tym odcinku w ramach komunikacji miejskiej przejeżdżają także autobusy w ramach wyznaczonych linii autobusowych, zarówno komunikacji dziennej, jak i linii nocnych. Przystanki te noszą nazwę DWORZEC GŁÓWNY, w ramach większego zespołu przystanków zlokalizowanych także przy ulicach: Józefa Piłsudskiego, Peronowej i Hugona Kołłątaja . Sam dworzec oraz położony po południowej stronie linii kolejowej dworzec autobusowy należą do grupy najważniejszych węzłów przesiadkowych i klasyfikowany jest jako węzeł śródmiejski.
Wzdłuż całej ulicy wyznaczony jest pas ruchu dla rowerów biegnący od ulicy Tadeusza Kościuszki do ulicy Borowskiej. Natomiast krótki odcinek jezdni ulicy z ruchem w kierunku przeciwnym, od ulicy Borowskiej do ulicy Peronowej wskazany jest dla ruchu rowerowego jako kontynuacja rowerowego pasa ruchu biegnącego ulicą Borowską. Opisane drogi rowerowe łączą się z pasami i ścieżkami rowerowymi wytyczonymi wzdłuż ulic: Tadeusza Kościuszki, Józefa Piłsudskiego, Borowskiej oraz z ulicami wskazanymi do ruchu rowerowego: Wojciecha Bogusławskiego i Peronową .
Północny odcinek ulicy od ulicy Tadeusza Kościuszki do ulicy Józefa Piłsudskiego posiada nawierzchnię brukowaną z kamiennej kostki granitowej, z wyłączeniem wybranych odcinków przy skrzyżowaniach i przejściach dla pieszych oraz pasa ruchu dla rowerów, które podobnie jak pozostały, południowy odcinek ulicy, posiada nawierzchnię z masy bitumicznej

## Zabudowa i zagospodarowanie

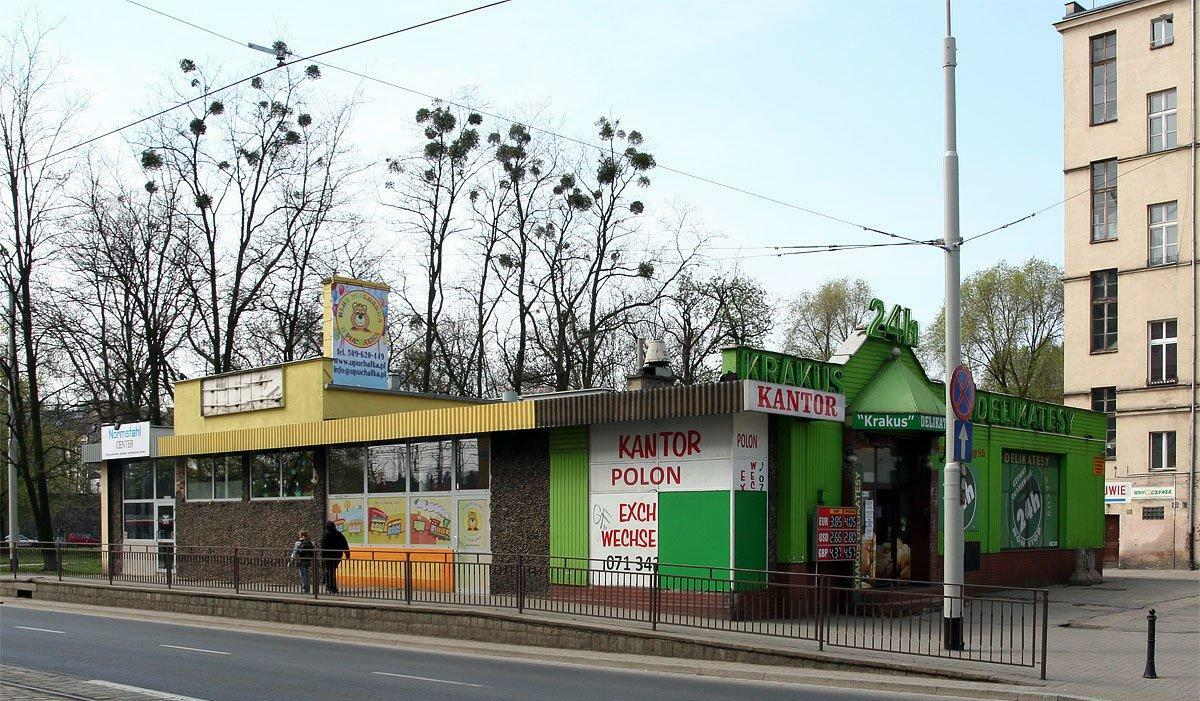
Ul. Stawowa 21 i 23

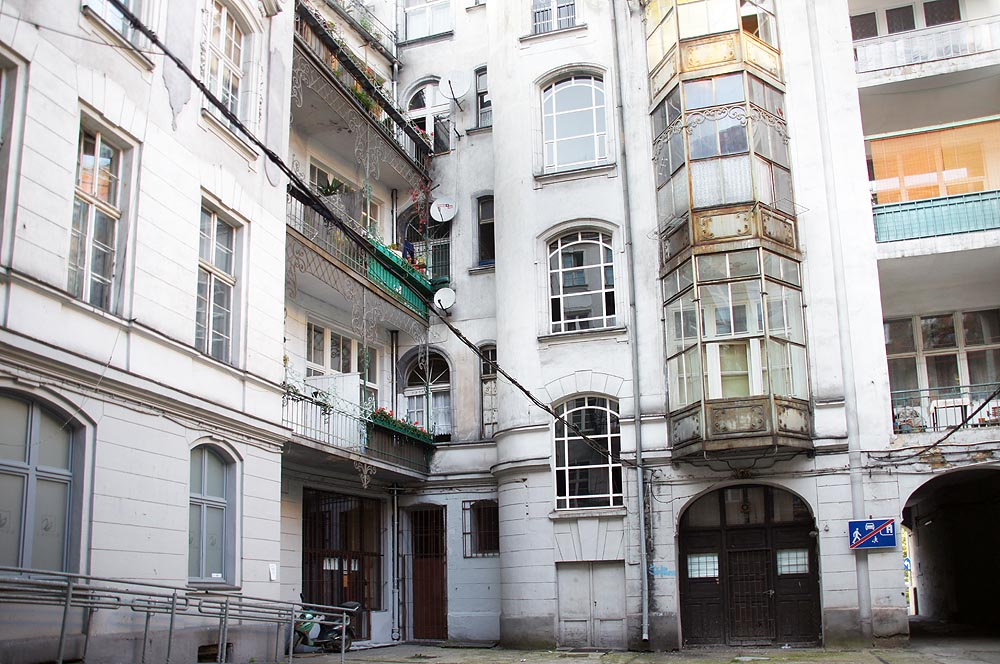
Ul. T. Kościuszki 49a

Ulica Stawowa przebiega przez obszar zabudowy śródmiejskiej, gęsto wypełniony tkanką miejską, charakteryzującej się przemieszaniem zabudowy o podstawowej funkcji mieszkaniowej z zabudową także o innym przeznaczeniu. Obszar ten pod względem podziału na dzielnice urbanistyczne określany jest jako śródmieście, jednostka urbanistyczna Przedmieścia Świdnickiego i Oławskiego. Ponadto pod względem funkcjonalnym wskazano układ pasmowy miasta, a ulica leży w paśmie określanym jako pasmo działalności gospodarczej (centralne pasmo aktywności gospodarczej). Występująca tu wysoka intensywność wykorzystania terenu, przy dominującej funkcji mieszkaniowej, skutkuje także wysoką gęstością zaludnienia, pomimo lokalizacji w tym obszarze największej liczby obiektów usługowych. W układzie urbanistycznym dominuje ukształtowanie bloków urbanistycznych w postaci kwartałów zabudowy, w ramach których umiejscowiono funkcje reprezentacyjne na zewnątrz kwartału, a funkcje użytkowe do wewnątrz. Dominuje tu pierzejowa zabudowa wzdłuż ulic. Wskazuje się ponadto na gęstą sieć uliczną i linii transportu publicznego. Przy samej ulicy Stawowej budynki (z wyjątkiem jednokondygnacyjnych budynków o innym przeznaczeniu niż mieszkalne) mają wysokość od czterech do sześciu kondygnacji nadziemnych. Ulicę w całości zalicza się do przestrzeni o charakterze ogólnomiejskim. Przewiduje się uzupełnienie zabudową pierzei wschodniej między ulicą Tadeusza Kościuszki a ulicą Tadeusza Rejtana z uwzględnieniem przejazdów bramowych do wnętrza kwartału. Maksymalna wysokość zabudowy dla tej pierzei wynosi 26 m. Natomiast pierzeja zachodnia ulicy odcinka od ulicy Tadeusza Kościuszki do ulicy Józefa Piłsudskiego zabudowana jest budynkami o wysokości do 22 m z wyjątkiem budynku przy ulicy Józefa Piłsudskiego, którego wysokość wynosi do 28 m, za którymi między innymi wyznaczono trzy strefy zieleni. 
W zespole budynków narożnych ulicy Stawowej z ulicą Józefa Piłsudskiego funkcjonuje Hotel Europejski (Silfor Premium Europejski). We wnętrzu kwartału po stronie zachodniej ulicy znajduje się budynek przy ulicy Stawowej 1a, w który mieści się między innymi Społeczna Specjalna Szkoła Podstawowa Stowarzyszenia HANDICAP. Z kolei przy końcowym odcinku ulicy w budynku przy ulicy Stawowej 24 znajduje się Dolnośląska Szkoła Policealna Medyczna im. Marii Skłodowskiej-Curie.
Przy południowym, końcowym krańcu ulicy położony jest skwer Czesława Niemena, ukształtowany jako urządzona zieleń wypoczynkowa, publiczna, o powierzchni 2 890 m². Natomiast po wschodniej stronie końcowego odcinka ulicy znajduje się na południe od budynku o numerze 24 teren zieleni ogólnodostępnej z ciągiem pieszym. Dalej na południe za jezdnią ulicy Peronowej rozpościera się obszar stacji i dworca Wrocław Główny.

## Punkty adresowe, budynki
Punkty adresowe przy ulicy Stawowej (wg stanu na luty 2022 r.):
- strona zachodnia – numery nieparzyste
  - ulica Stawowa 1[117]: budynek mieszkalny o pięciu kondygnacjach nadziemnych[118]
  - ulica Stawowa 1a[119]: Społeczna Specjalna Szkoła Podstawowa Stowarzyszenia HANDICAP[107] i inne[119], budynek zakładu opieki o trzech kondygnacjach nadziemnych[120]
  - ulica Stawowa 3[121]: budynek mieszkalny o pięciu kondygnacjach nadziemnych[122]
  - ulica Stawowa 5[123]: budynek mieszkalny o pięciu kondygnacjach nadziemnych[124]
  - ulica Stawowa 7[125]: budynek mieszkalny o pięciu kondygnacjach nadziemnych[126]
  - ulica Stawowa 9[127]: Wrocławskie Centrum Integracji (Gmina Wrocław)[128], kamienica[22] z główną funkcją mieszkalną, o pięciu kondygnacjach nadziemnych[129]
  - ulica Stawowa 11[130]: budynek mieszkalny o pięciu kondygnacjach nadziemnych[22][131]
  - ulica Stawowa 13[132]: budynek mieszkalny o pięciu kondygnacjach nadziemnych[22][133]
  - ulica Stawowa 15[134]: kamienica[22] z główną funkcją mieszkalną, o pięciu kondygnacjach nadziemnych[135]
  - ulica Stawowa 21[136]: budynek handlowo-usługowy o jednej kondygnacji nadziemnej[137]
  - ulica Stawowa 23[138]: Klub Maluszka u Puchatka[139], budynek handlowo-usługowy o jednej kondygnacji nadziemnej[140]
- strona wschodnia – numery parzyste:
  - ulica Stawowa 2[141]: kamienica[22] z główną funkcją mieszkalną, o czterech kondygnacjach nadziemnych[142]
  - ulica Stawowa 4[143], ulica Stawowa 6[144], ulica Stawowa 8[145]: budynek o głównej funkcji handlowo-usługowej i innej funkcji mieszkalnej, o sześciu kondygnacjach nadziemnych[146]
  - ulica Stawowa 10[147]: działka niezabudowana[148] oraz jednokondygnacyjny budynek niemieszkalny[149]
  - ulica Stawowa 10a[150]: budynek dawnej fabryki artykułów papierniczych[22], obecnie budynek biurowy o czterech kondygnacjach nadziemnych[151]
  - ulica Stawowa 12[152]: kamienica[22] z główną funkcją mieszkalną, o sześciu kondygnacjach nadziemnych[153]
  - ulica Stawowa 14[154]: kamienica[22] z główną funkcją mieszkalną, o sześciu kondygnacjach nadziemnych, ulica Tadeusza Rejtana 2[155][156]
  - ulica Stawowa 18-22[157]: hotel[22], pozostałe budynki niemieszkalne o pięciu kondygnacjach nadziemnych[158]
  - ulica Stawowa 24[159]: hotel, następnie szkoła[22], budynek oświaty nauki i kultury oraz sportowy o pięciu kondygnacjach nadziemnych[160].

## Demografia
Ulica przebiega przez cztery rejony statystyczne o wykazanej w poniższej tabeli gęstości zaludnienia i ilości zameldowanych osób, przy czym dane pochodzą z 31.12.2021 r..
| Rejon statystyczny nr | Liczba osób zameldowanych | Gęstość zaludnienia [lud./km²] | Położenie                                                | numery adresowe     |
| --------------------- | ------------------------- | ------------------------------ | -------------------------------------------------------- | ------------------- |
| 933360                | 323                       | 14 277                         | od ul. Kościuszki do ul. Piłsudskiego – strona zachodnia | od 1 do 15          |
| 933370                | 479                       | 25 391                         | od ul. Kościuszki do ul. Rejtana – strona wschodnia      | od 2 do 14          |
| 933380                | 221                       | 20 161                         | od ul. Rejtana do ul. Piłsudskiego – strona wschodnia    | 18-22               |
| 933410                | 110                       | 1 746                          | od ul. Piłsudskiego do torów kolejowych – obie strony    | od 21 do 23 oraz 24 |

## Ochrona i zabytki
Obszar, przez który przebiega ulica Stawowa podlega ochronie i jest wpisany do gminnej ewidencji zabytków pod pozycją Przedmieście Południowe. Ochronie podlega przede wszystkim historyczny układ urbanistyczny Przedmieścia Południowego kształtowany w różnych okresach historycznych począwszy od XIII wieku, następnie od około 1840 r. do początku lat 60. XX wieku. Obszar ten obejmuje historyczny układ urbanistyczny przedmieścia na południe od Podwala Świdnickiego, w rejonie ulicy Sądowej i Grabiszyńskiej, Kolejowej, placu Rozjezdnego, ulicy Swobodnej, Józefa Piłsudskiego i Dworcowej we Wrocławiu. Stan jego zachowania określa się na 4 – dobry / 5 – bardzo dobry.
Przy ulicy i w najbliższym sąsiedztwie znajdują się następujące zabytki ujęte w gminnej ewidencji zabytków:
| obiekt, położenie | powstanie, rodzaj ochrony                                                                                | fotografia |
| --- | --- | ---------- |
| strona zachodnia | |            |
| Kamienica z usługowym parterem ulica Stawowa 9 | około 1880 r., około 1920 r. rodzaj ochrony: gez, mpzp                                                   |            |
| Hotel "Herrmann’s Hotel", obecnie budynek mieszkalny z usługowym parterem ulica Stawowa 11 | około 1905 r. (przed 1910 r.), po 1945 r. rodzaj ochrony: gez, mpzp                                      |            |
| Hotel "Habsburger-Hof", obecnie budynek nieużytkowany z usługowym przyziemiem ulica Stawowa 13 | około 1900 r., po 1945 r. rodzaj ochrony: gez, mpzp                                                      |            |
| Kamienica z usługowym parterem ulica Stawowa 15 | około 1910 r. rodzaj ochrony: gez, mpzp                                                                  |            |
| Budynek mieszkalny z użytkowym parterem ulica Józefa Piłsudskiego 80-86 | 1954-1955 r. rodzaj ochrony: gez, mpzp ujęty na liście dóbr kultury współczesnej                         |            |
| strona wschodnia | |            |
| Kamienica z usługowym parterem ulica Stawowa 2 | 1881 r., 1924 r. rodzaj ochrony: gez, mpzp                                                               |            |
| Budynek fabryki artykułów papierniczych "Papierwaren Fabriken Otto & Gerhardt", obecnie nieużytkowany ulica Stawowa 10 (ulica Stawowa 10a) | około 1905-1910 r. rodzaj ochrony: gez, mpzp                                                             |            |
| Kamienica z usługowym parterem ulica Stawowa 12 | około 1910 r. rodzaj ochrony: gez, mpzp                                                                  |            |
| Kamienica, obecnie budynek mieszkalny z usługowym przyziemiem ulica Tadeusza Rejtana 2 (oraz ulica Stawowa 14) | 1890 r. rodzaj ochrony: gez, mpzp                                                                        |            |
| Kamienica, obecnie budynek mieszkalny z usługowym przyziemiem ulica Tadeusza Rejtana 1 | 1877 r. rodzaj ochrony: gez, mpzp                                                                        |            |
| Hotel "Hohenzollern-Hof", obecnie Hotel "Silfor" ulica Józefa Piłsudskiego 88 (ulica Stawowa 18-22) Hotel Europejski | około 1876-1877 r., około 1910 r., po 1945 r., 2008 r. (remont) rodzaj ochrony: gez, mpzp                |            |
| Dom towarowy Nawrath&Comp., następnie budynek handlowo-mieszkalny, obecnie budynek handlowo-mieszkalny ze sklepem "Stefan" ulica Józefa Piłsudskiego 95                                                                                            | około 1870 r., około 1918 r., po 1945 r. rodzaj ochrony: gez, mpzp                                       |            |
| Hötel de Russie (lata 70. XIX wieku do 1914 r.), Hotel Europäischer Hof (lata 1914-1924), Kath. Gesellen Verein - Katolicki Związek Czeladników (lata 1924-1945), obecnie Szkoła Policealna Medyczna im. Marii Skłodowskiej-Curie ulica Stawowa 24 | lata 70. XIX wieku rodzaj ochrony: gez, mpzp                                                             |            |
| Zespół budowlany stacji kolejowej Wrocław Główny przy dworcu osobowym Piłsudskiego/Borowska/Sucha/Pułaskiego zespół | lata 1855-1857, lata 1889-1904, XX wiek, lata 2010-2012 (remont, modernizacja) rodzaj ochrony: gez, mpzp |            |
| Zespół budowlany stacji Dworca Górnośląskiego ulica Stanisława Małachowskiego 11-13 | 1842 r. rodzaj ochrony: rejestr zabytków pod nr A/2369/446/Wm z dnia 31.05.1989 r.                       |            |
| zamknięcie osi widokowej w kierunku południowym (obiekt położony nad ulicą) | |            |
| Wiadukt kolejowy ulica Stawowa | 1856 r. rodzaj ochrony: gez, mpzp                                                                        |            |

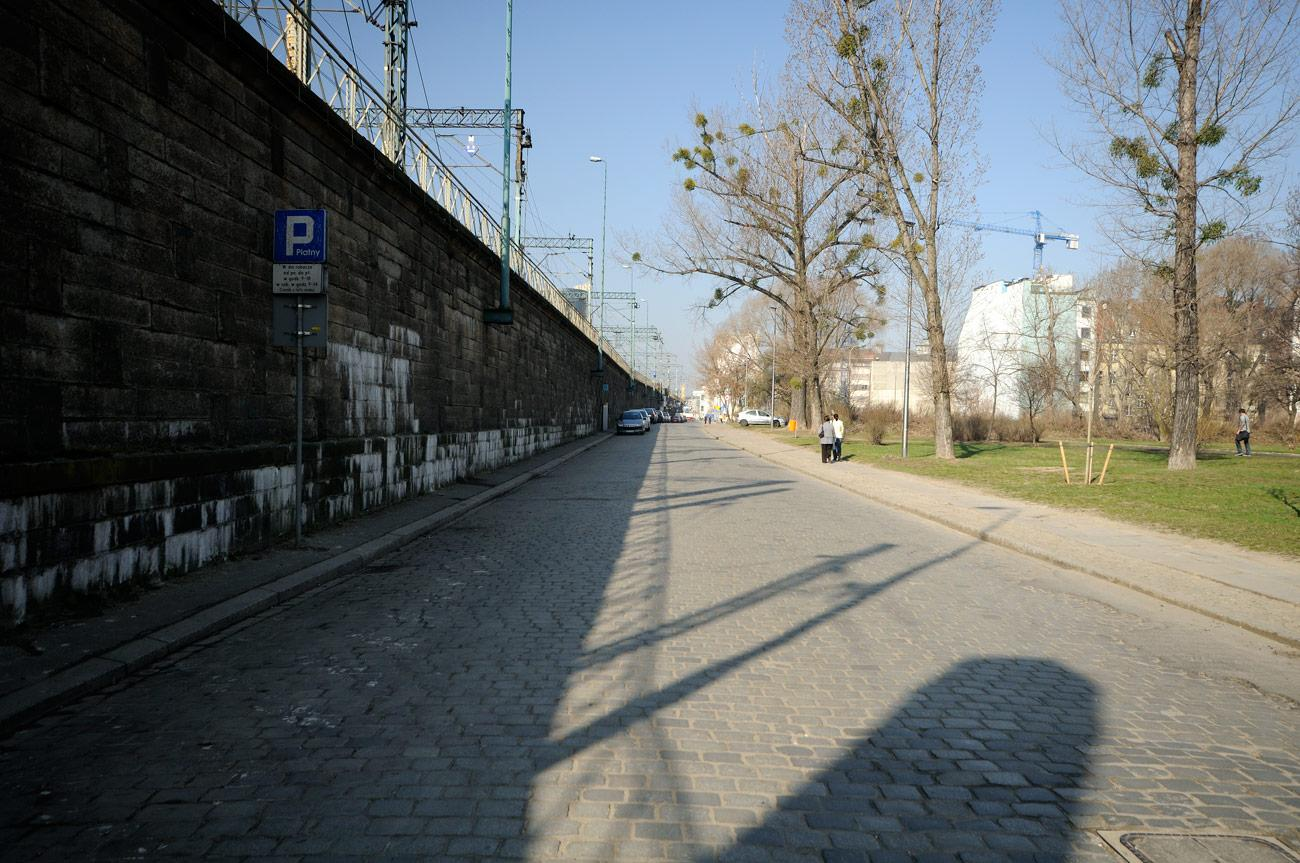
Nasyp z oblicówką, ul. W. Bogusławskiego, skwer Cz. Niemena

Istnieje zalecenie wpisania nasypu oblicowanego murem kamiennym wraz z detalami architektonicznymi biegnącego od wiaduktu w kierunku zachodnim wzdłuż ulicy Wojciecha Bogusławskiego do rejestru zabytków.

## Linie kolejowe i infrastruktura

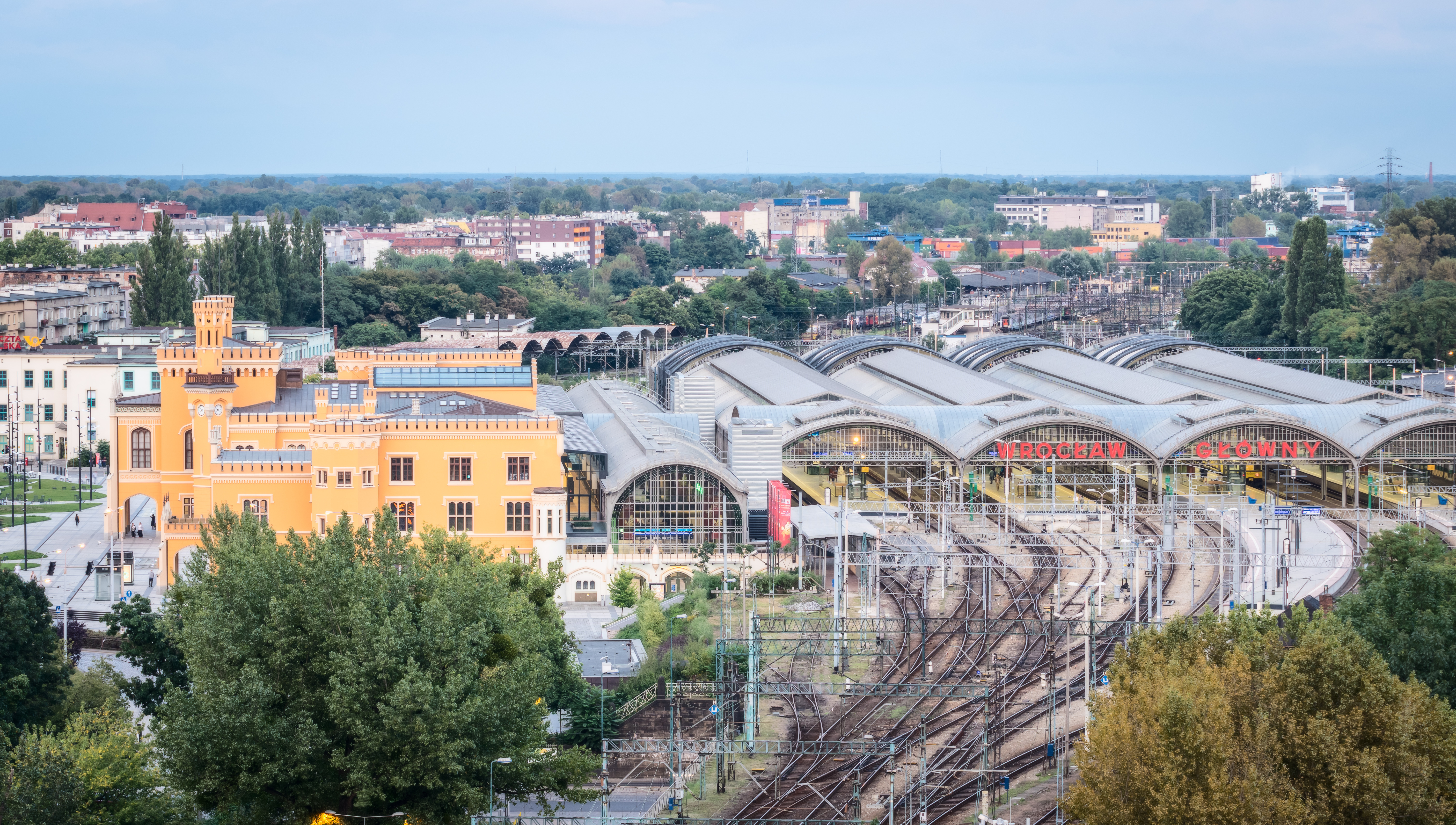
Wrocław Główny, na dole ul. Stawowa i przyczółek wiaduktu z oblicówką kamienną

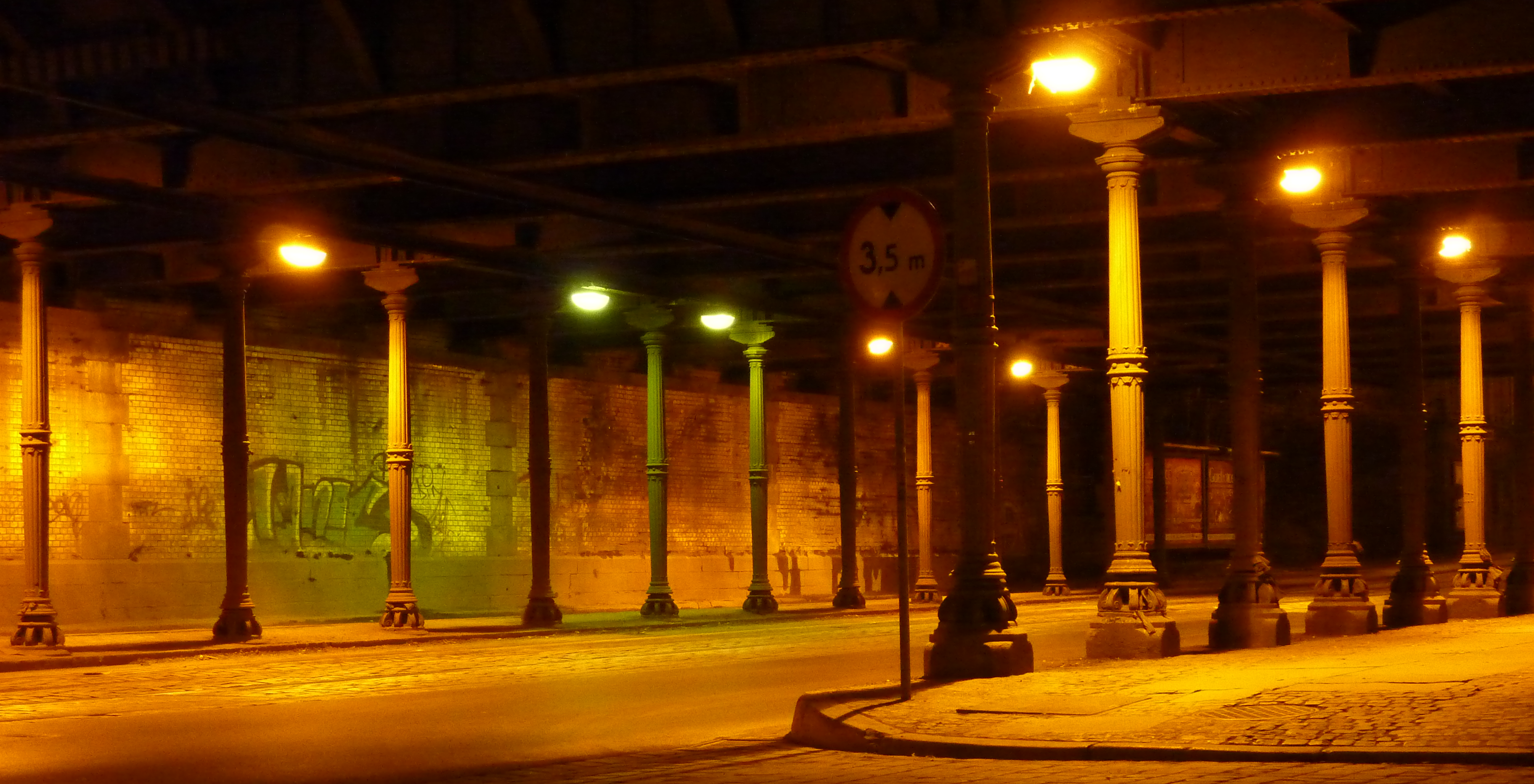
Wiadukt nad ul. Stawową

Ulica Stawowa kończy się pod wiaduktem kolejowym , przy stacji Wrocław Główny z dworcem  , na którym przebiegają następujące linie kolejowe (wszystkie są liniami magistralnymi, znaczenia państwowego, zelektryfikowane) :
- linia kolejowa nr 132 (około 181 km linii)
- linia kolejowa nr 271 (około 0,220 km linii)
- linia kolejowa nr 273 (około 0,220 km linii)[203] .

Przebiegają tu także linie w ramach transeuropejskiej sieci transportowej TEN-T, w tym linia kompleksowa (E59/C-E 59) oraz linie bazowe pasażerskie (E30/C-E 30, E59), a także główne międzynarodowe linie kolejowe AGC .
Sam wiadukt powstał podczas inwestycji polegającej na wyniesieniu ponad przyległy teren torowiska, które wcześniej przebiegało w poziomie ulic, co z kolei skutkowało kolizyjną organizacją ruchu pociągów i ruchu ulicznego, w tym tramwajowego. Tory kolejowe położne na wiadukcie są wyniesione są około 5 m nad poziomem ulicy. Przy ulicy Stawowej po stronie wschodniej znajduje się przyczółek wiaduktu, za którym rozpoczyna się zespół stacji kolejowej Wrocław Główny. Znajduje się tu mur oporowy z elewacją z ciosów granitu, podobnie jak nasyp kolejowy również ujęty w mury oporowe z identyczną elewacją granitową, biegnący po stronie zachodniej wiaduktu, wzdłuż południowej pierzei ulicy Wojciecha Bogusławskiego, mający długość około 400 m, za którym dalej, od ulicy Komandorskiej rozpoczyna się estakada kolejowa .

## Baza TERYT
Dane Głównego Urzędu Statystycznego z bazy TERYT, spis ulic (ULIC):
- województwo: DOLNOŚLĄSKIE (02)
- powiat: Wrocław (0264)
- gmina/dzielnica/delegatura: Wrocław (0264011) gmina miejska; Wrocław-Stare Miasto (0264059) delegatura
- Miejscowość podstawowa: Wrocław (0986283) miasto; Wrocław-Stare Miasto (0986946) delegatura
- kategoria/rodzaj: ulica
- Nazwa ulicy: ul. Stawowa (21101)[210][211].